# NGC 653
NGC 653 is een spiraalvormig sterrenstelsel in het sterrenbeeld Andromeda. Het hemelobject werd op 29 november 1883 ontdekt door de Franse astronoom Édouard Jean-Marie Stephan. Dit sterrenstelsel bevindt zich slechts enkele boogseconden ten noorden van Eugène Delporte's grenslijn tussen de sterrenbeelden Andromeda en Driehoek, waardoor het in sommige sterrenatlassen en astronomische registers vermeld is als een object in de Driehoek i.p.v. in Andromeda.

## Synoniemen
- PGC 6290
- UGC 1193
- MCG 6-4-58
- ZWG 521.70